# ملعب سان مارينو
ملعب سان مارينو (سابقاً ملعب سرافاله الأولمبي) هو ملعب متعدد الاستخدام يقع في مدينة سرافاله السانمارينية . غالبا ما يتم استخدامه لمباريات كرة القدم . يسع الملعب لجلوس 7 آلاف متفرج . يعتبر الملعب الرسمي الذي يخوض فيه منتخب سان مارينو مبارياته الدولية . تم افتتاح الملعب في سنة 1969 .